# Fröbergska stiftelsen
Fröbergska stiftelsen i Kalmar är en av direktör M. G. Fröberg genom testamente 30 augusti 1841 grundad stiftelse, vilken hade till uppgift att på det 1875 upprättade skyddshemmet Norrgård i Kalmar uppfostra vanartade gossar från Kalmar med omnejd.
Man mottog senare även enligt överenskommelse med landstingen i Kalmar, Kronoberg, Södermanlands och Gotlands län pojkar även från dessa län.
1950 överläts dock hela verksamheten till staten, och från 1968 användes anläggningen istället av landstinget. Fröbergska stiftelsen är idag en vanlig stipendiefond.